# Catocala judith
Catocala judith là một loài bướm đêm thuộc họ Erebidae. Loài này có ở miền nam Quebec (ở đó nó is rare) và Ontario tới Hoa Kỳ từ New Hampshire phía nam qua Connecticut và New Jersey tới North Carolina và Georgia, phía tây đến Oklahoma và Iowa và phía bắc đến Wisconsin.
Sải cánh dài 45–55 mm. Con trưởng thành bay từ tháng 7 đến tháng 10 tùy theo địa điểm.
Ấu trùng ăn Carya illinoinensis, Carya ovata và Juglans nigra.